# Gaston Diomi Ndongala
 (mai 2016).
Si vous disposez d'ouvrages ou d'articles de référence ou si vous connaissez des sites web de qualité traitant du thème abordé ici, merci de compléter l'article en donnant les références utiles à sa vérifiabilité et en les liant à la section « Notes et références ».
,,,,,Gaston Diomi Ndongala Mudietu, dit Diogas, né le 8 août 1922 à Léopoldville et mort à Kinshasa le 16 octobre 1985, fut le premier bourgmestre noir de la commune de Ngiri-Ngiri. Il a aussi été député national, vice-gouverneur et gouverneur de la province de Léopoldville, président de la Compagnie maritime du Congo/Zaïre, homme d’affaires et chef coutumier dans le Madimba à Luila dans le Bas-Congo en république démocratique du Congo.
parent: Elisabeth Diomi Matondo

## Biographie
Diogas est une figure militaire, politique et patriotique du Zaïre et du Congo.